# Luis Arias Graziani
Luis Alfonso Arias Graziani (Yungay, 21 de abril de 1926-Lima, 13 de julio de 2020) fue un político y militar peruano, con grado de teniente general, de la Fuerza Aérea del Perú.

## Biografía
Nació en Yungay, departamento de Áncash, en 1926.
Ingresó a la Escuela de Oficiales de Aeronáutica, de donde se graduó como alférez en 1948. Siguió el curso táctico en la Academia de Guerra Aérea así como Comando y Estado Mayor. También estudió defensa nacional en el Centro de Altos Estudios Militares.
En el Gobierno de Juan Velasco Alvarado, formó parte del Comité de Asesoramiento del Presidente de la República (COAP). Fue director de Personal de la Fuerza Aérea del Perú desde enero de 1973 hasta octubre de 1974. 
Fue nombrado ministro de Comercio en octubre de 1974, cargo que mantuvo en la segunda fase del gobierno militar tras el golpe de Francisco Morales Bermúdez.
En agosto de 1978, fue nombrado ministro de Aeronáutica por el presidente Morales Bermúdez, cargo en el que permaneció hasta el final del gobierno militar en julio de 1980.
Se desempeñó como presidente del Comando Conjunto de las Fuerzas Armadas del Perú desde enero a octubre de 1979, fecha en el que pasó a ser parte de la Junta Militar.
Postuló al Senado en las elecciones de 1990 por el FREDEMO.
En setiembre —septiembre— de 2001 fue nombrado como miembro de la Comisión de la Verdad y Reconciliación. Suscribió el Informe Final de la CVR con reservas debido a que "Le faltó imparcialidad.. Tuvieron una dosis 'x' de antimilitarismo que los llevó a ponerse un velo sobre los ojos y no ver las cosas claras".
En agosto de 2001 fue designado como Consejero Presidencial en Asuntos de Defensa, por el presidente Alejandro Toledo y fue jefe del Gabinete de consejeros.
Falleció a los noventa y cuatro años a causa del COVID-19 el 13 de julio de 2020 en su residencia en Lima.

## Reconocimientos
- Gran Cruz de la Orden El Sol del Perú ( Perú, 1980).
- Gran Cruz de la Orden de Mayo al mérito aeronáutico ( Argentina, 1980).